# ドングリ

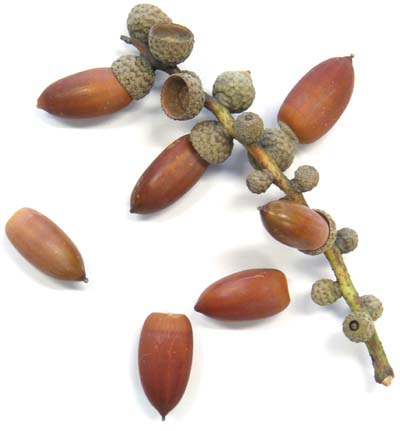
マテバシイのドングリ

ドングリあるいはどんぐり（団栗、無食子、英: acorn）とは、広義にはブナ科の果実の俗称。狭義にはクリ、ブナ、イヌブナ以外のブナ科の果実。最狭義にはブナ科のうち特にカシ・ナラ・カシワなどコナラ属樹木の果実の総称をいう。
ドングリは、一部または全体を殻斗（かくと、英: cupule）に覆われる堅果であるが、これはブナ科の果実に共通した特徴であり、またブナ科にほぼ固有の特徴である。
ブナ科の果実には、「どんぐり」以外の固有の名称を持つものもある。クリの果実は「栗」もしくは「栗の実」と呼ばれる。「椎（しい）の実」、「楢（なら）の実」の語もある。ブナの果実は「そばぐり」と呼ばれることもある。

## 概要
ドングリは果実（堅果）である。

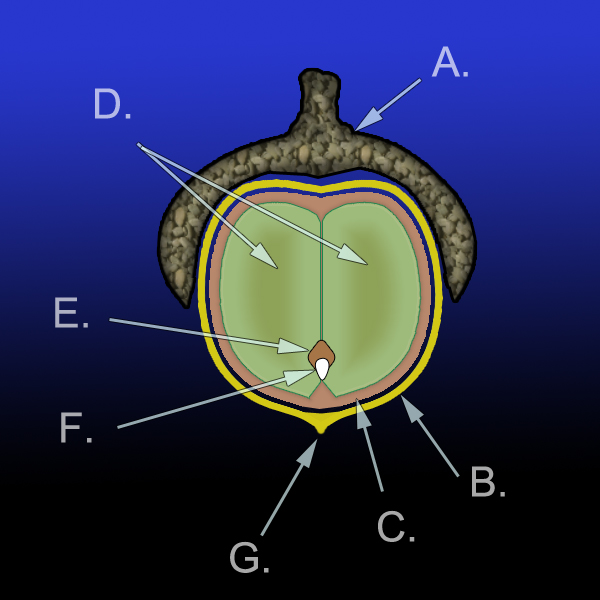
ドングリの断面。Cが渋皮。渋皮の内側は種子。

どんぐりの殻斗（一番外側の固い皮）とそのすぐ下の渋皮（しぶかわ）の内側、つまりどんぐりの大部分は種子である（体積・質量の大部分は種子）。どんぐりから芽が出て、コナラの樹木へと育つ。
樹種により形状は多様であるが、ドングリに限らずブナ科の果実の共通の特徴として、先端はとがり、表面の皮は硬く、上部はすべすべして茶色、下部はぶつぶつした薄めの褐色である。果実の下部または全部を覆うおわん状・まり状のものは殻斗である。ドングリの殻斗は俗には「ぼうし」「はかま」などと呼ばれる。殻斗は総苞片が集まり、癒合変形、乾燥したものであり、ブナ科とナンキョクブナ科の果実特有のものである。このことから、かつてブナ科は殻斗科と呼ばれた。ブナ科の堅果は、他の堅果と区別して殻斗果またはどんぐり状果と呼ばれる。
ドングリのイメージとして、細長く、下部をぶつぶつとした殻斗が覆う、というものがしばしば見られるが、クヌギではドングリは丸く、殻斗は毛が生えたようになっている。クリまたスダジイなど殻斗がドングリ全体を覆うものもある。クリの殻斗はトゲが生え、「イガ」と呼ばれる。
内部の種子の大部分を占める子葉はデンプン質に富み、人間を含む動物の食料になる。日本の古典的な玩具（独楽など）の材料にもなった。

## 分類と判別
ドングリからその樹種を判別することは可能だが難しく、木自体を見る方がはるかにやさしい。ただし、属の見分けは比較的やさしい。以下は日本に自生するものの見分け方である。
- コナラ属コナラ亜属 - 果実の基部は湾入せず、殻斗は果実の基部を覆う。殻斗は鱗片状。
  - ナラの仲間（落葉樹）
    - アベマキ Quercus variabilis
    - カシワ Quercus dentata
    - クヌギ Quercus acutissima
    - コナラ Quercus serrata
    - ナラガシワ Quercus aliena
    - ミズナラ Quercus crispula

  - カシの仲間（常緑樹）
    - ウバメガシ Quercus phillyreoides
- コナラ属アカガシ亜属 - 果実の基部は湾入せず、殻斗は果実の基部を覆う。殻斗は輪層状。
  - カシの仲間（常緑樹） - ウバメガシとシリブカガシはアカガシ亜属ではない。
    - アカガシ Quercus acuta
    - アラカシ Quercus glauca
    - イチイガシ Quercus gilva
    - ウラジロガシ Quercus salicina
    - オキナワウラジロガシ Quercus miyagii - 日本最大のドングリをつける。
    - シラカシ Quercus myrsinifolia
    - ツクバネガシ Quercus sessilifolia
    - ハナガガシ Quercus hondae
- マテバシイ属（常緑樹） - 果実の基部が湾入し、殻斗は果実の基部を覆う。2、3の殻斗が基部で癒合している場合がある。
  - シリブカガシ Lithocarpus glaber
  - マテバシイ Lithocarpus edulis
- クリ属（落葉樹） - 果実は稜が2つあり、殻斗が全体を覆う。食用に極めて適しており、通常ドングリとは呼ばれないが、ブナ科であり広義にはドングリに含まれる。
  - クリ（ニホングリ） Castanea crenata
- シイ属（クリガシ属、常緑樹） - 果実は稜がなく、球状ー円柱状で、殻斗が全体を覆う。
  - スダジイ Castanopsis sieboldii
  - ツブラジイ Castanopsis cuspidata
- ブナ属（落葉樹） - 果実は稜が3つあり、三角錐状、殻斗が全体を覆う。普通はドングリとは呼ばれない。
  - イヌブナ Fagus japonica
  - ブナ Fagus crenata

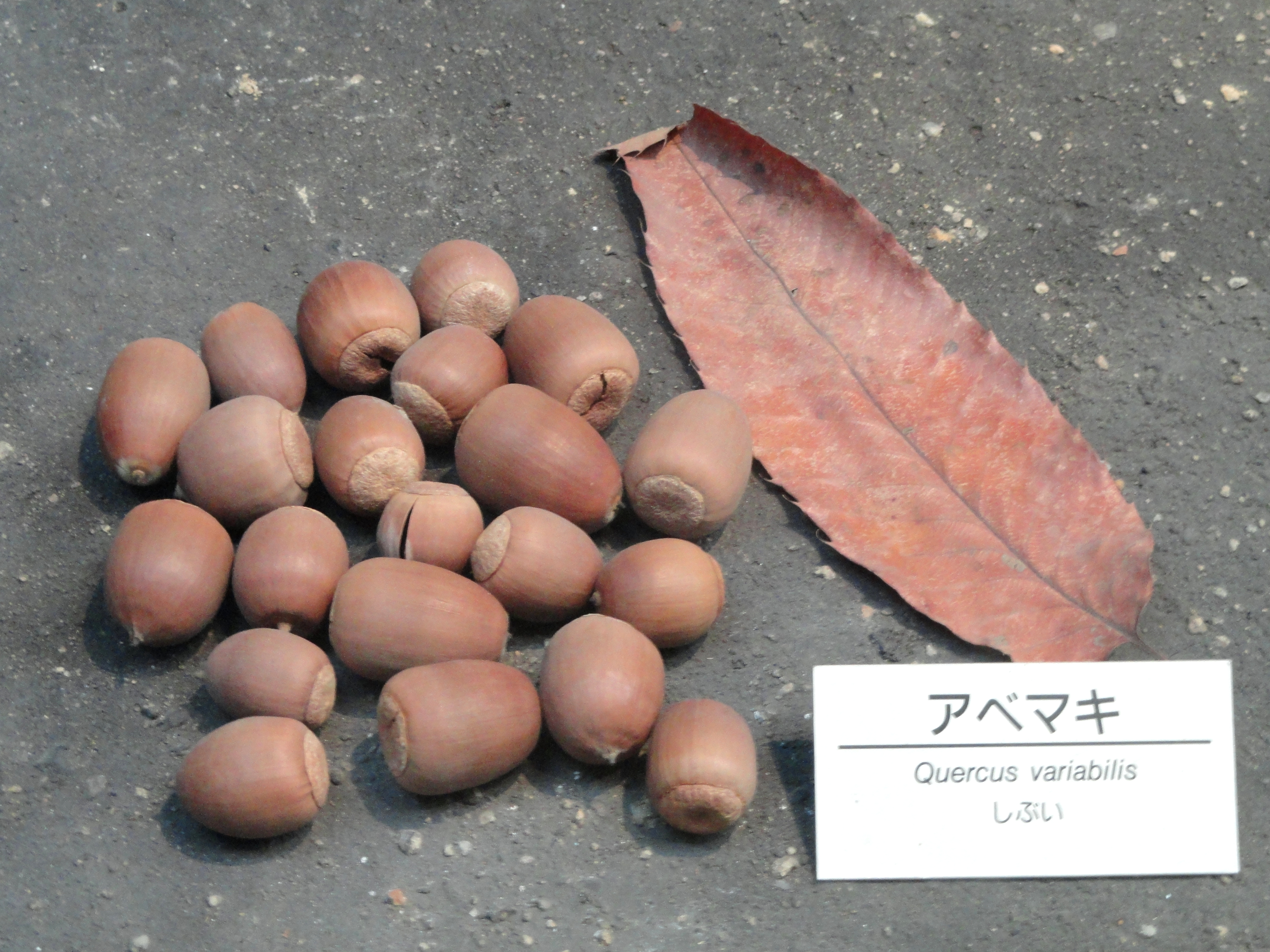
アベマキ
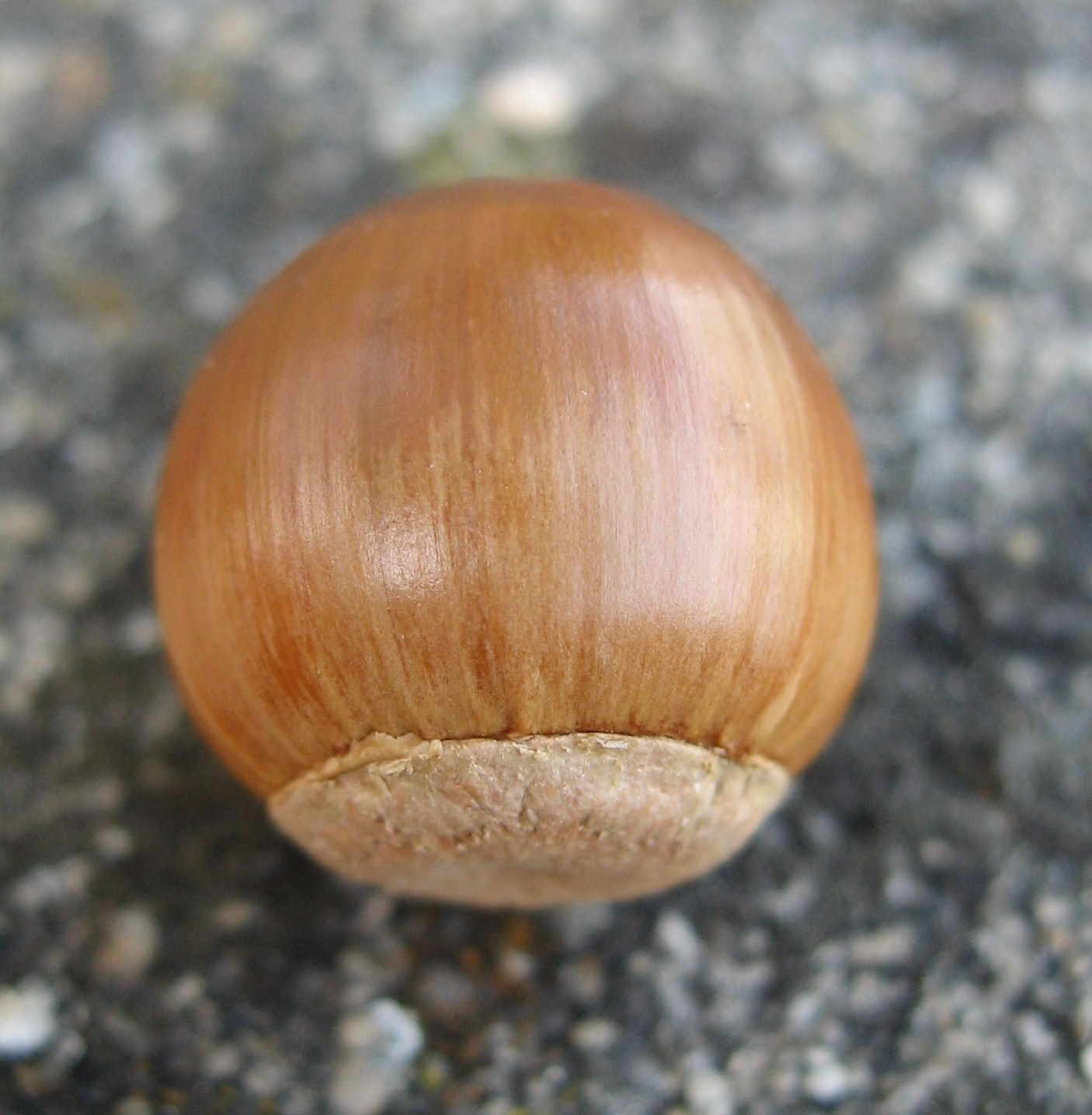
クヌギ
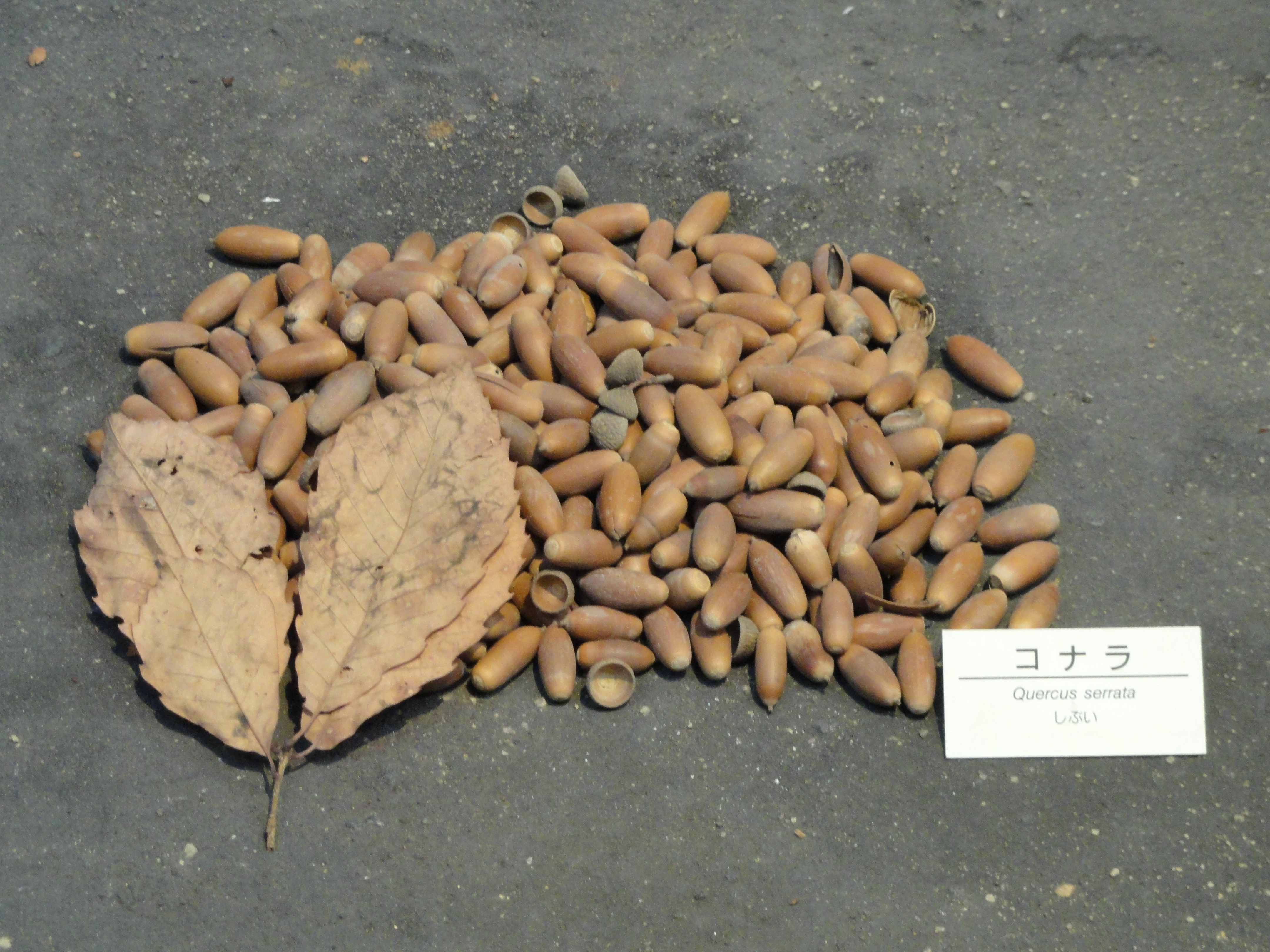
コナラ
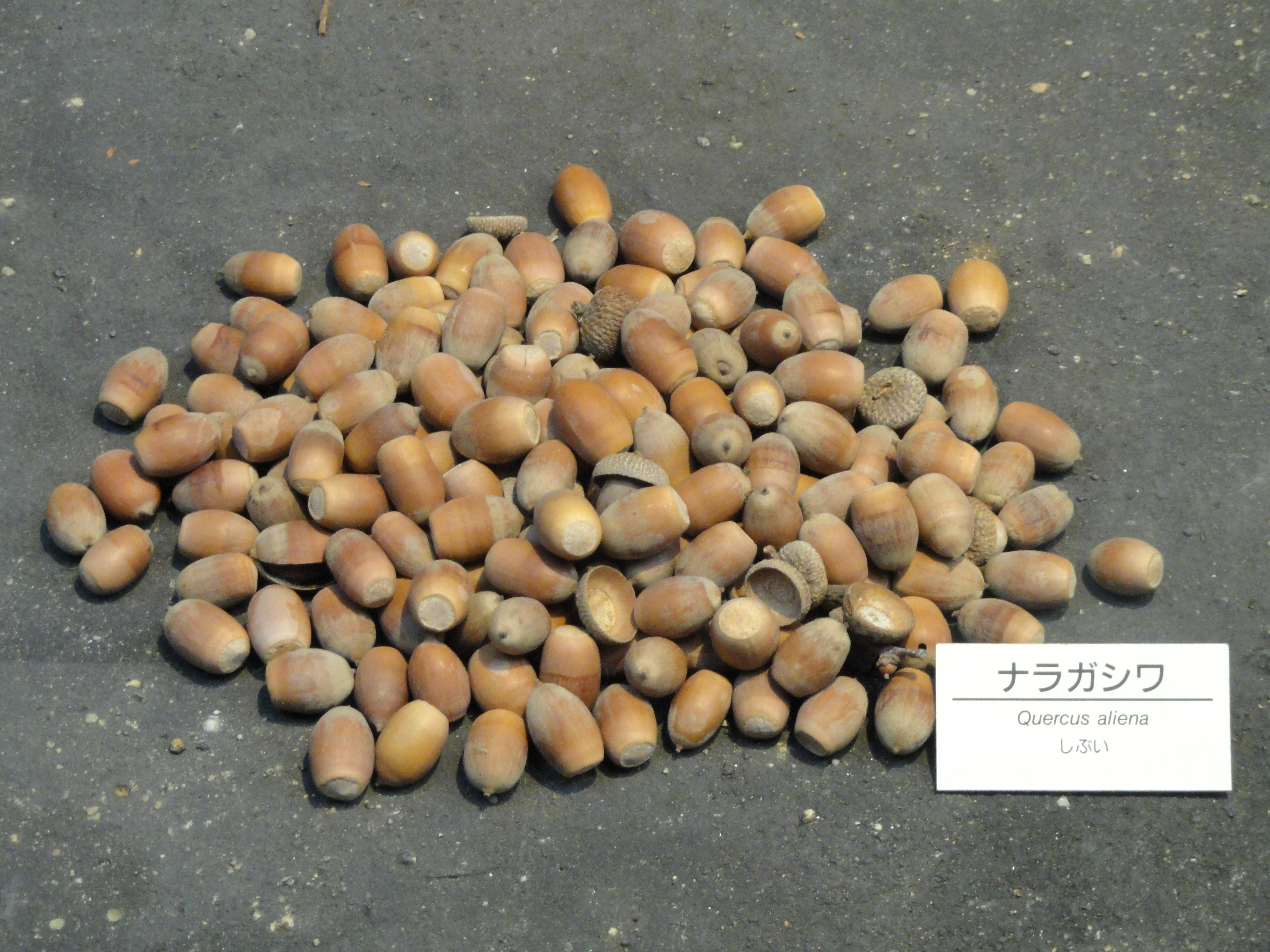
ナラガシワ
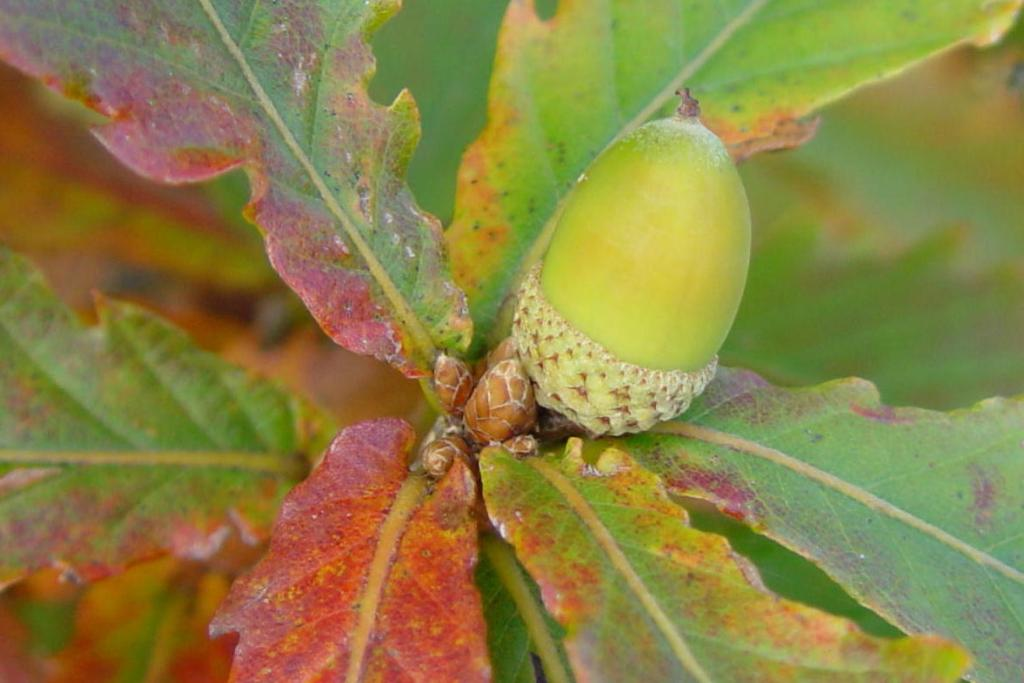
ミズナラ
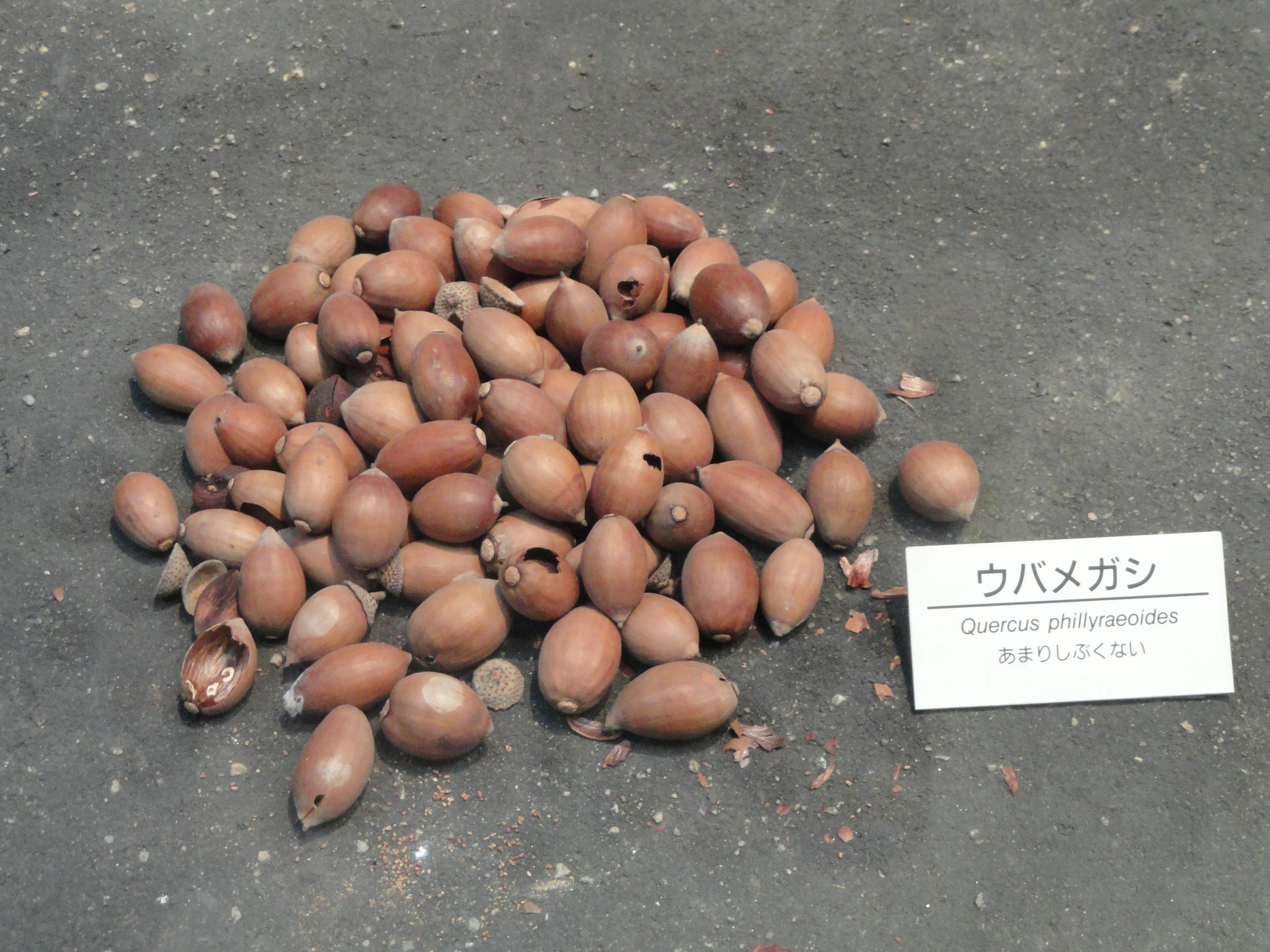
ウバメガシ
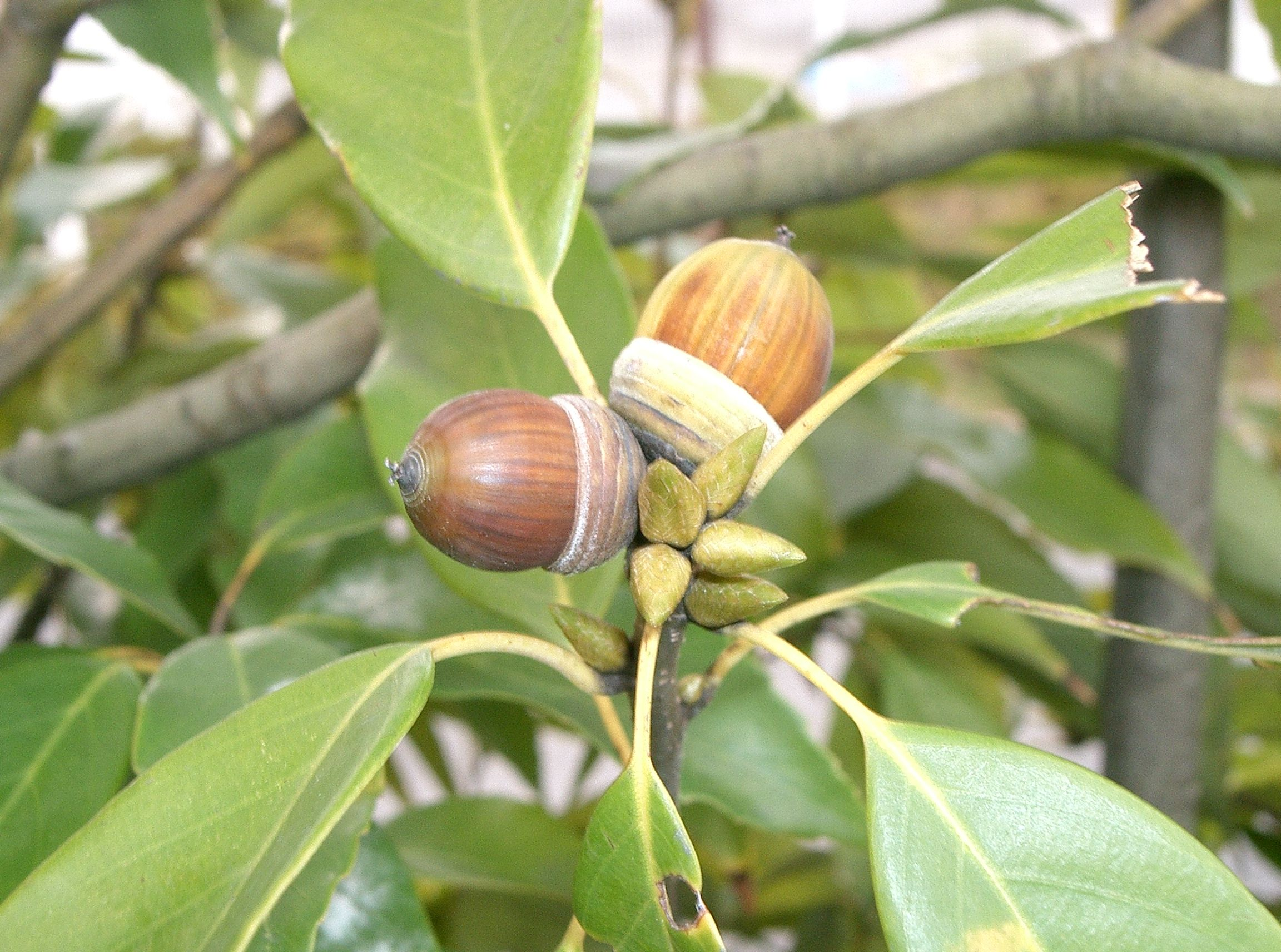
アラカシ
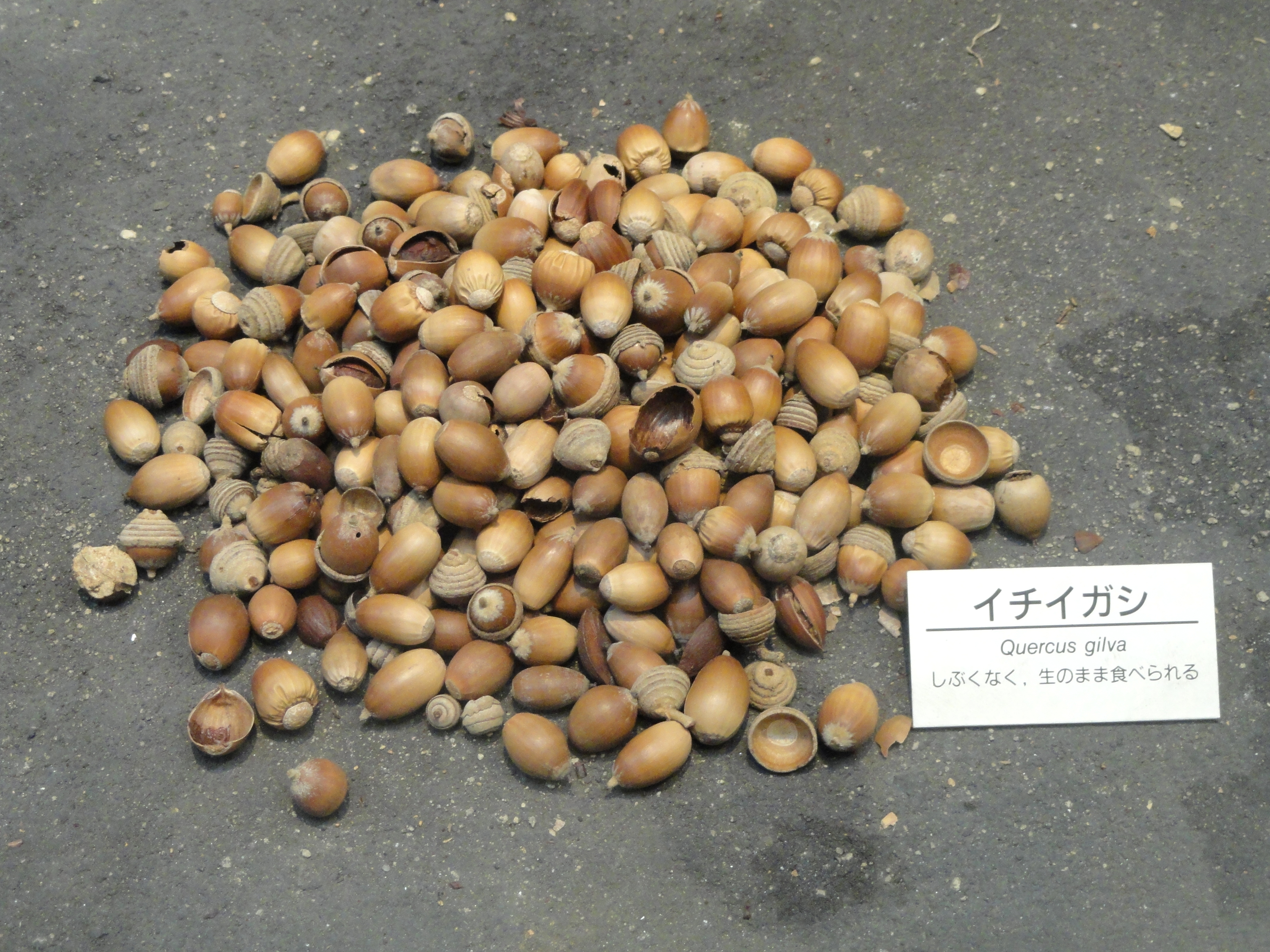
イチイガシ
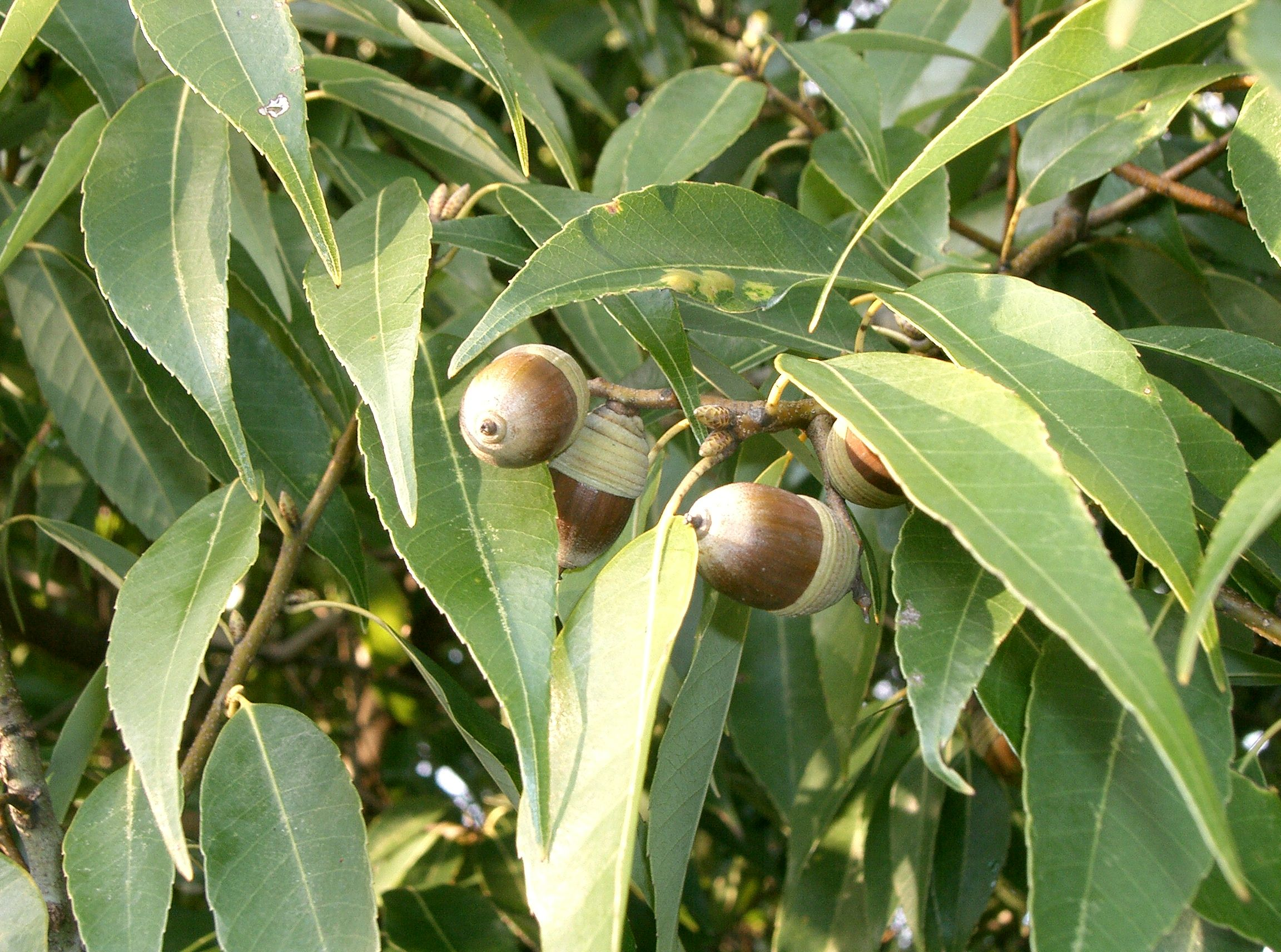
シラカシ
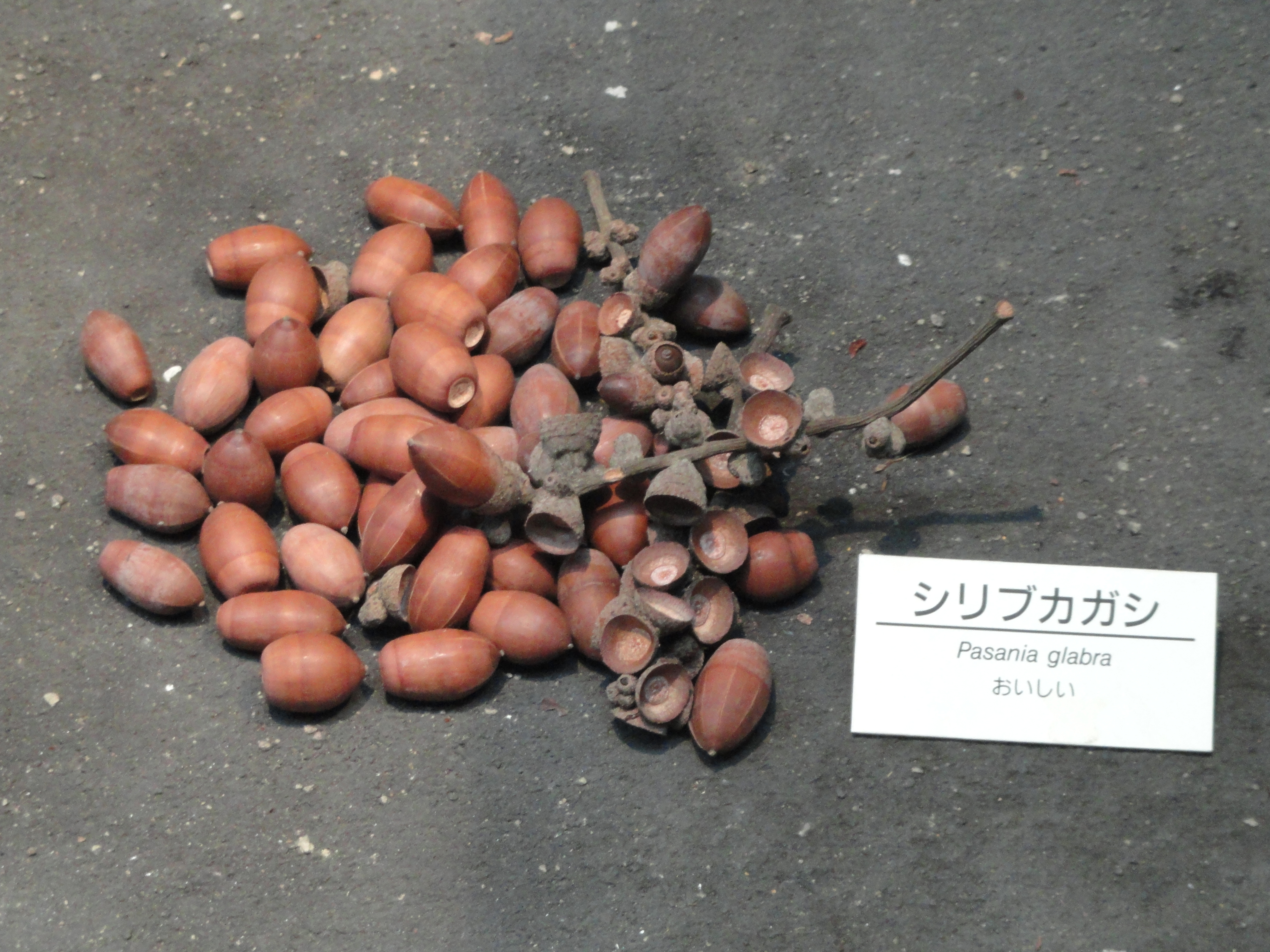
シリブカガシ
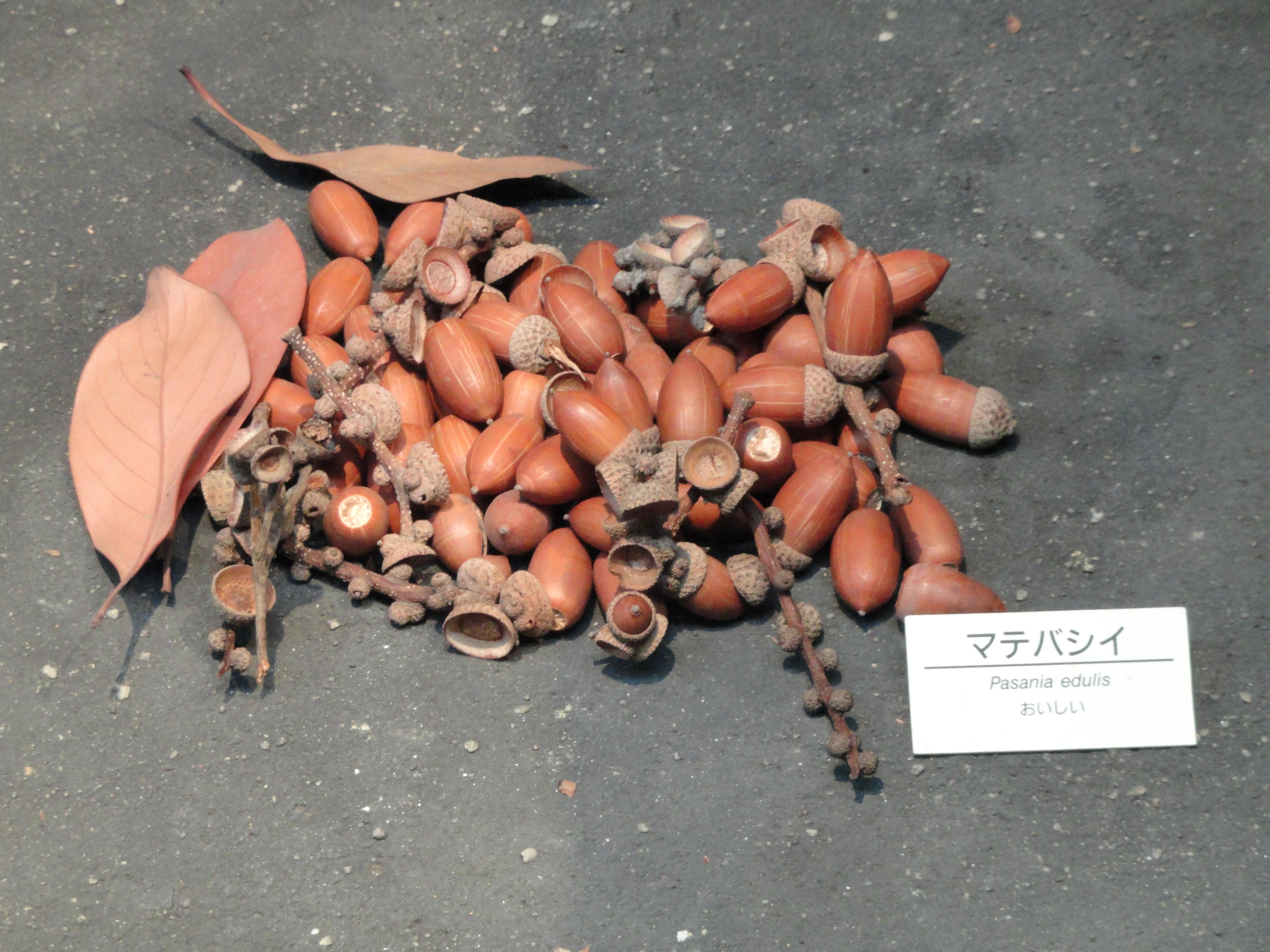
マテバシイ
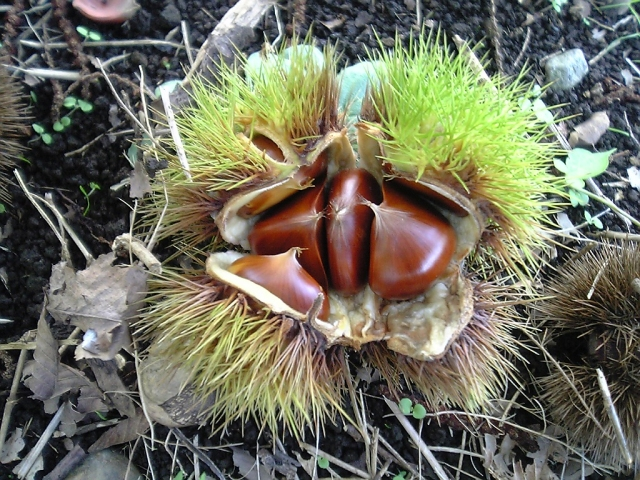
クリ
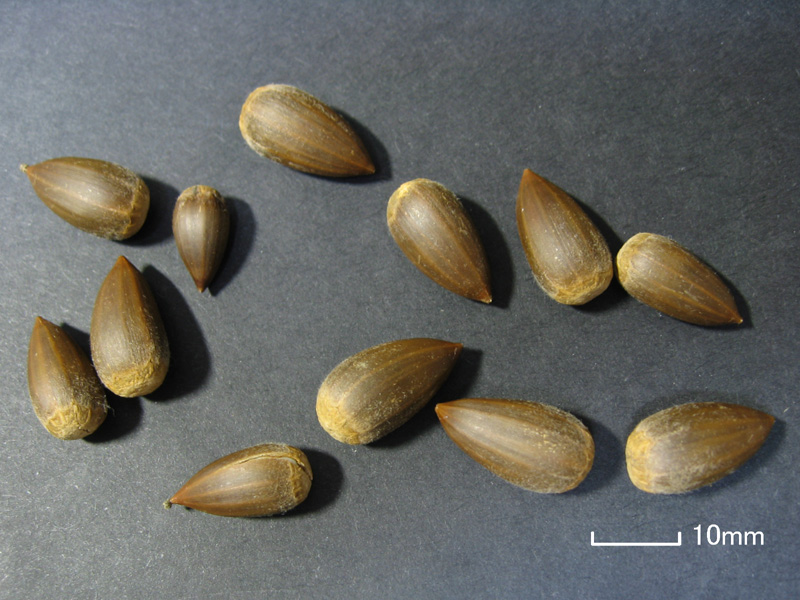
スダジイ
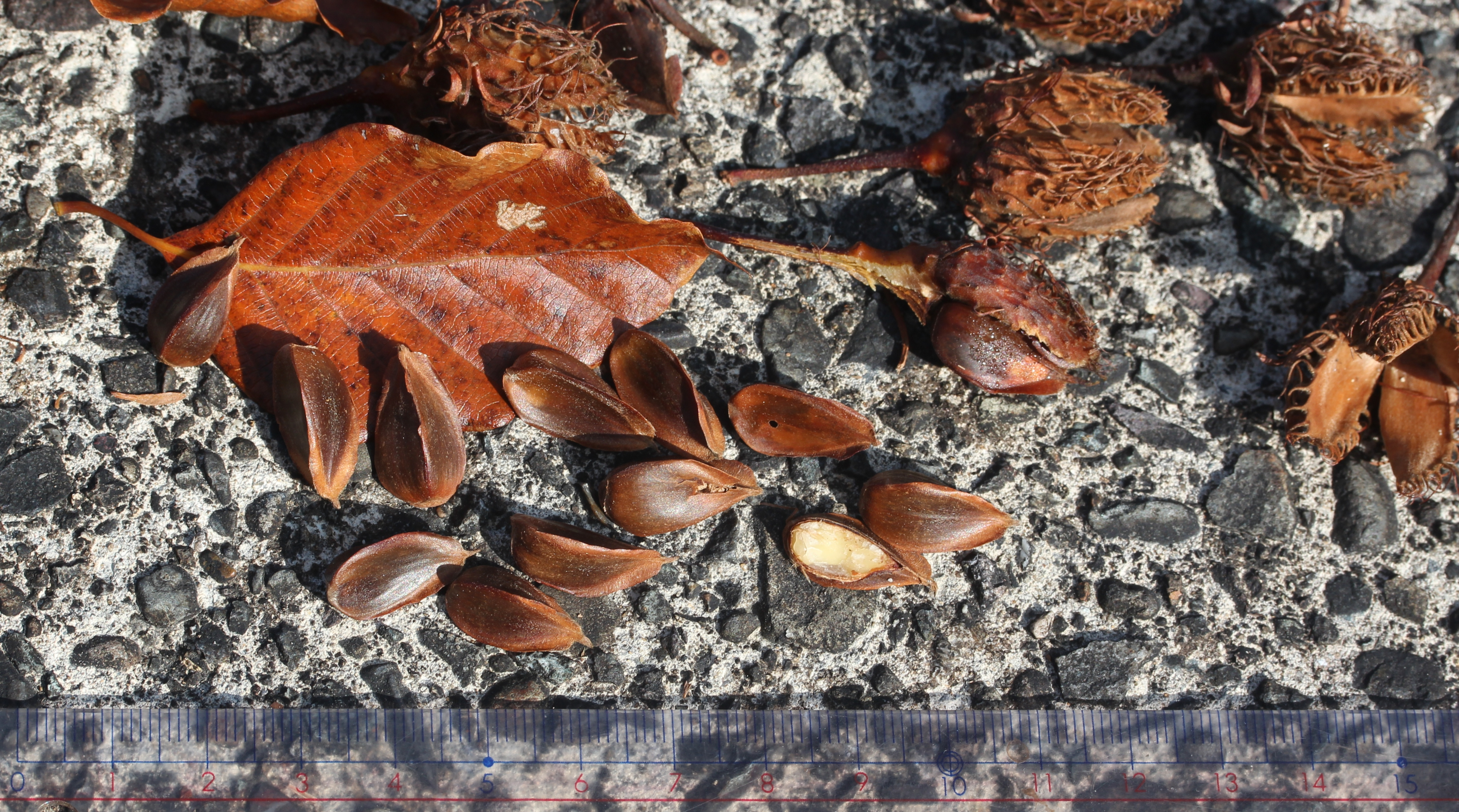
ブナ

日本国外に分布するものでは多様な形状を示す。マテバシイ属のドングリには殻斗が全体を覆うものが多く存在する。シイ属では別名のクリガシ属が示唆する通り、クリ属のように複数の果実がイガに覆われ、クリそのものの形をしたものも多い。北米には常緑樹でクリ属によく似た殻斗をつけるトゲガシ属（Chrysolepis。かつてはシイ属に含められていた）が2種が存在する。逆に、北米産のチンカピン（Castanea pumila）はクリ属ではあるが、実には平たい面がなく、丸い。

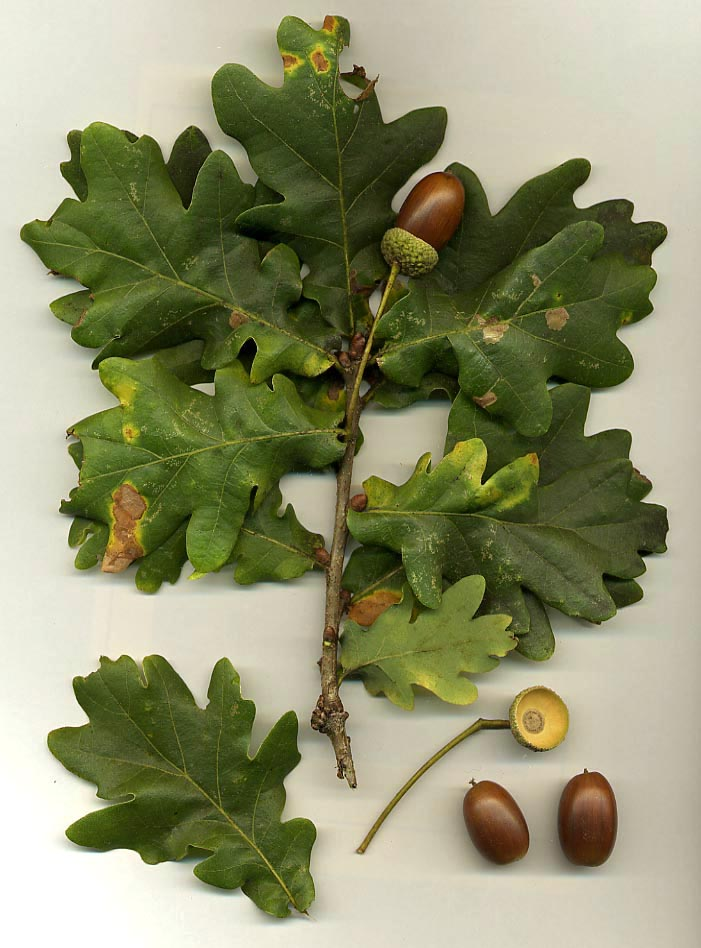
ヨーロッパナラ （コナラ属）
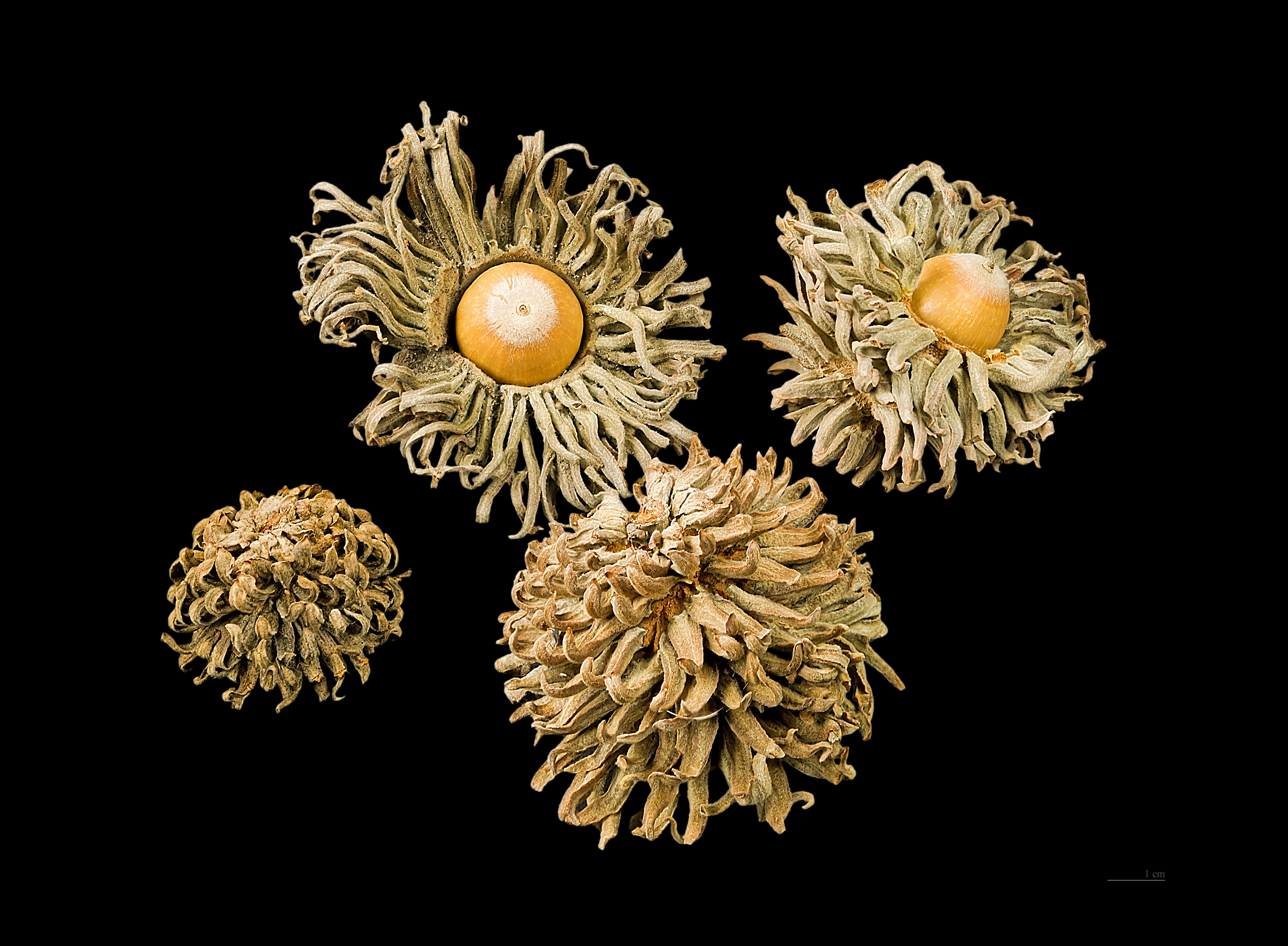
Quercus macrolepis （コナラ属）
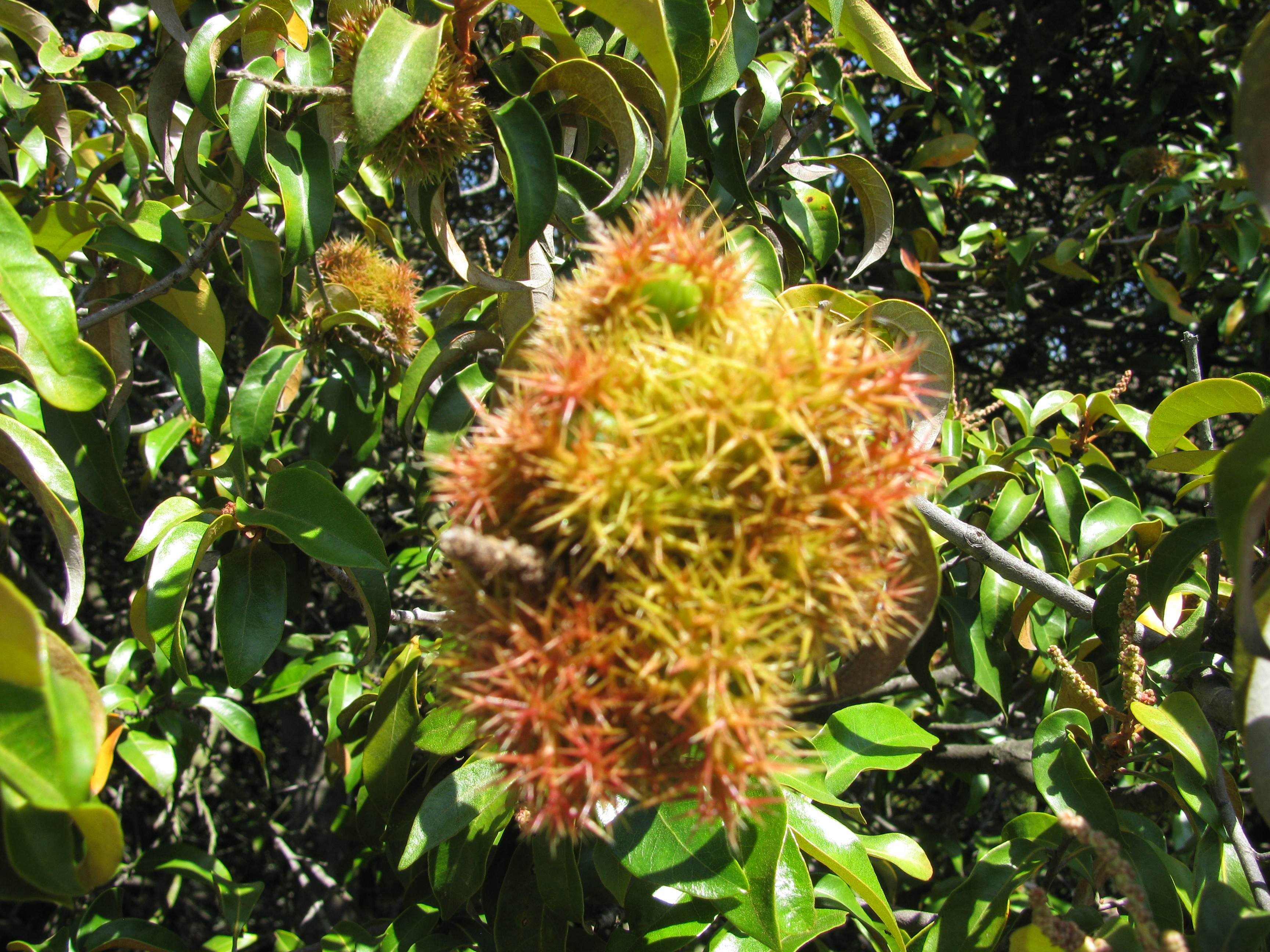
Chrysolepis chrysophylla （トゲガシ属）
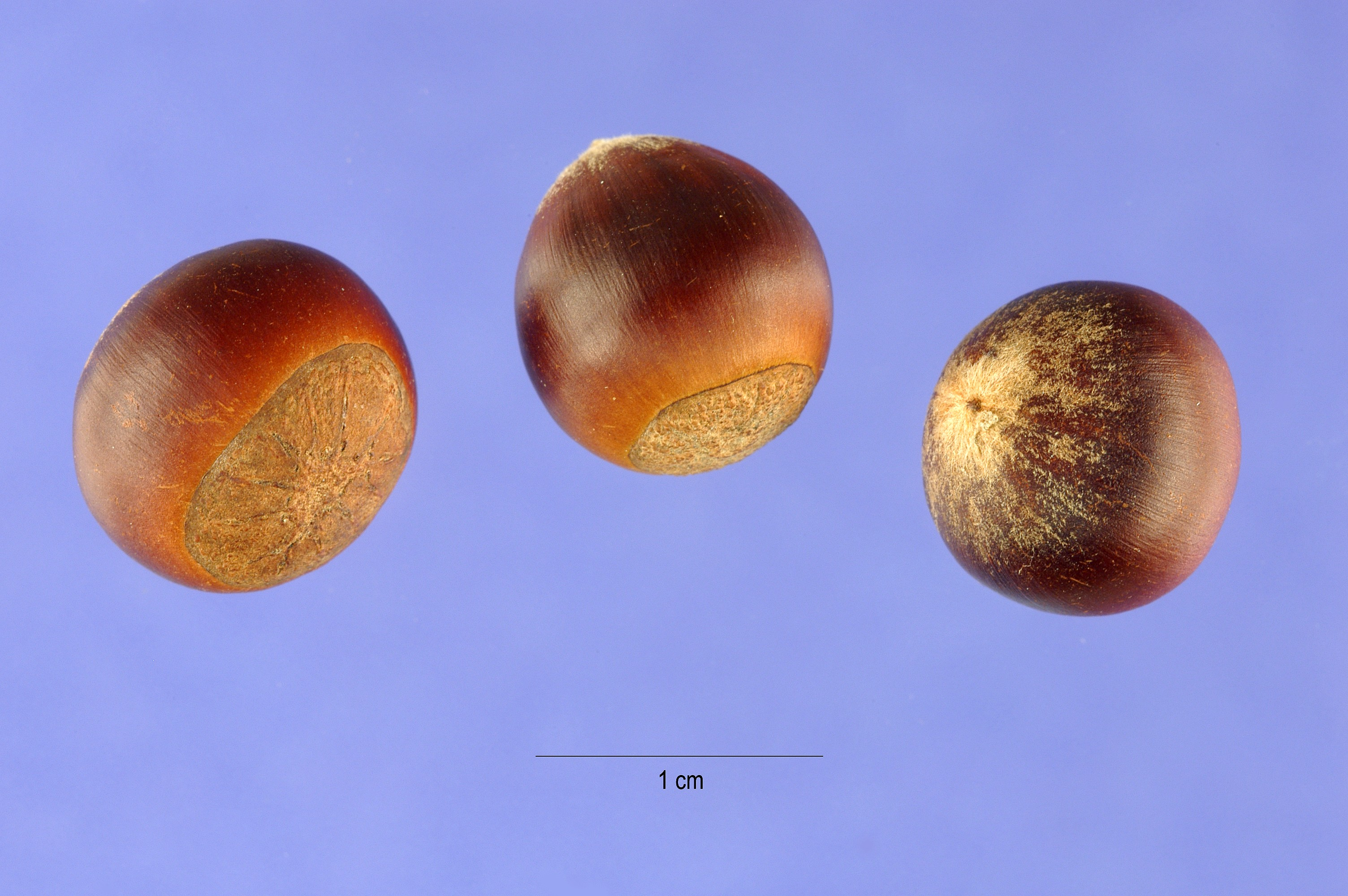
チンカピン （クリ属）

ブナ科ではないが、似た外見のものとして、ヘーゼルナッツ等のハシバミ類（カバノキ科）の堅果や、トチノキ（トチノキ科またはムクロジ科）の種子（「とち」もしくは「とちのみ」と呼ばれる）がある。

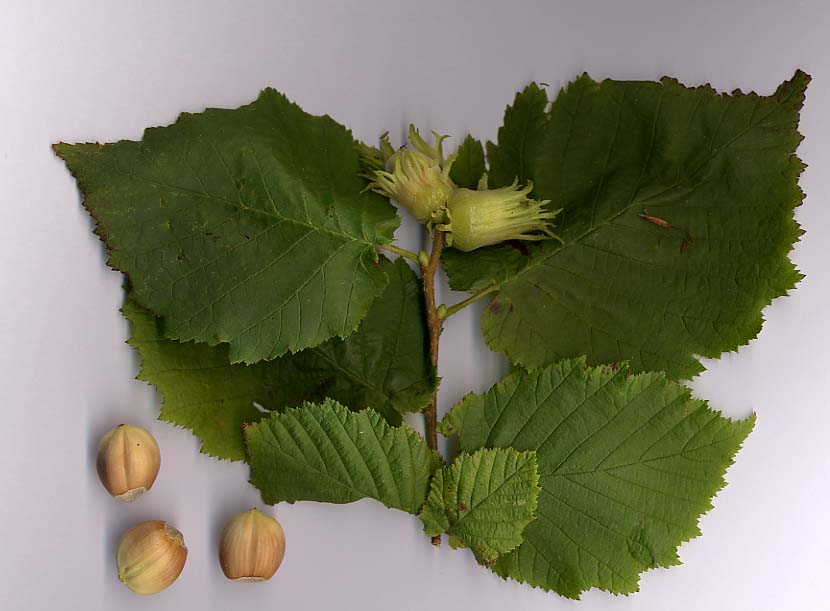
セイヨウハシバミ（カバノキ科）の堅果
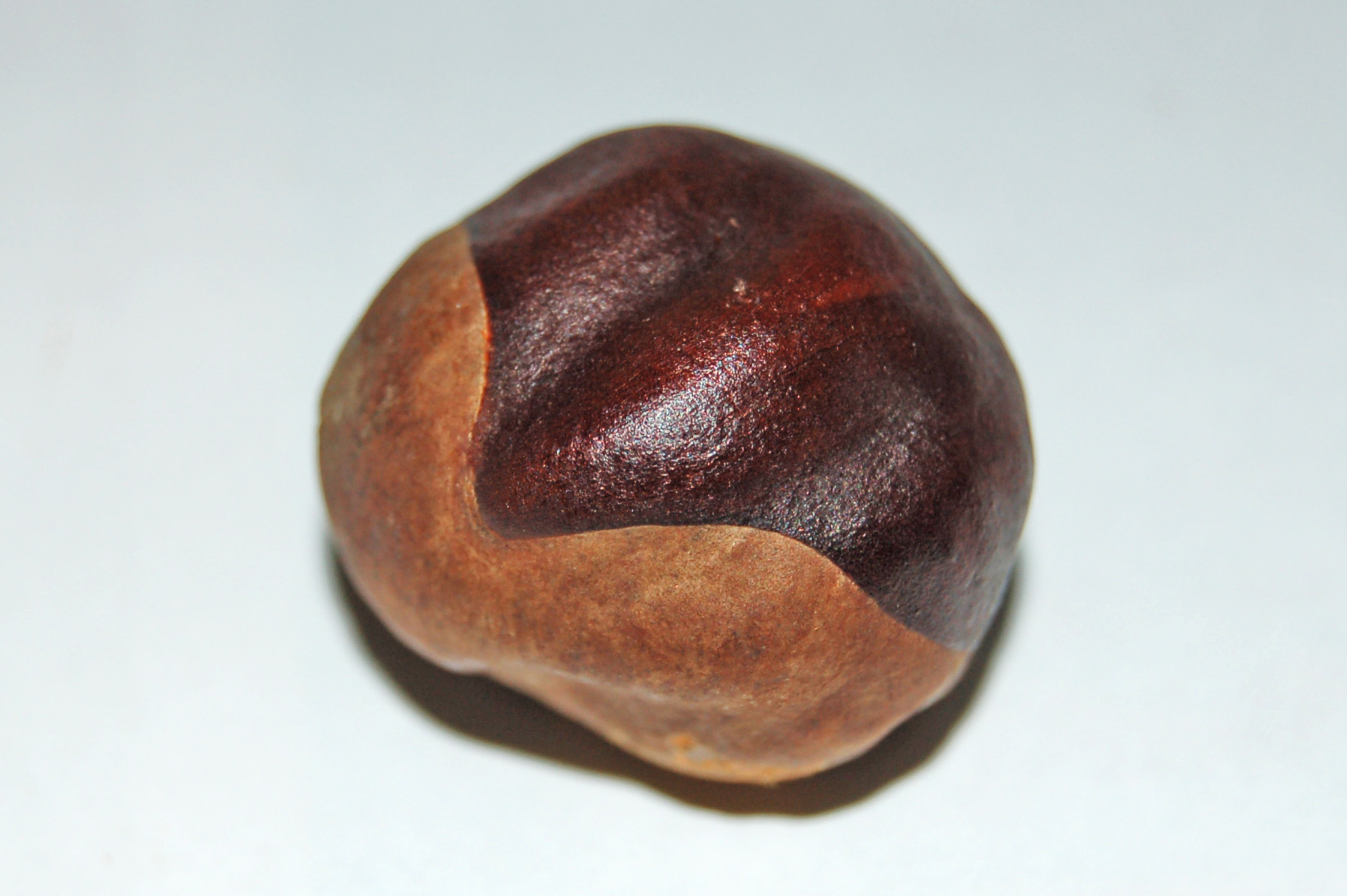
トチノキ（ムクロジ科）の種子

## 餌としてのドングリ
多くの動物がドングリを食用にしている。
ドングリを作るブナ科植物は、暖帯から温帯にかけての森林では、どこでも主要な構成樹種である。暖帯では常緑のシイ・カシ類が照葉樹林の主要構成樹種であり、温帯ではブナ・ミズナラなどが落葉広葉樹林の中で占める割合が大きい。人工的な撹乱がある場所では、クヌギ・コナラなどが出現する。
これらブナ科植物の果実は個々の果実も大きく、肥大した子葉に大量のデンプンを蓄え、また生産量も多いことから、特に哺乳類にとって、秋の重要な食料であり、ドングリの出来不出来が、森に棲む野生動物の秋から冬の生存に大きな影響をもたらす。
シイ類の果実は樹上ではムササビ、地上への落下後はネズミやカケスなどの食料となる。また、ブナやミズナラの果実はツキノワグマの主要な食料であり、これらの落葉樹林でドングリが不作の年には人里に出没するクマが多くなる。
イベリコ豚の重要な飼料として、イベリア半島に自生するコルクガシなどのドングリが利用される。また、中央ヨーロッパにはヨーロッパブナの林の中でブタを飼う養豚林がある。日本でもかつてオキナワウラジロガシのドングリが豚の飼料として利用された。
一方、ドングリが餌として有害に働く場合がある。2014年に北海道の牧場で、肉用牛13頭と乳用牛2頭の計15頭が腎臓の障害などで死亡。網走家畜保健衛生所が解剖したところ、ドングリの成分であるポリフェノールによる中毒であることが判明した。海外でも、似た牛の中毒事例が報告されているという。

## 種子散布システムとしてのドングリ
果実としてのドングリは、特に目立った種子散布器官を持たないように見えるため、古くは種子散布の形式を重力散布（つまり、落ちて転がる）とみなされた。しかし、今日では上述の動物の餌としての重要性がこの仲間の種子散布に大きな役割を果たしているとされている。
ドングリを秋から冬にかけての重要な食料としている動物の中に、ネズミ類、リス類、カケス類のように林床に少数ずつ分散して埋蔵貯食するものがある。こうした動物が埋めたドングリは、大半が越冬時の食料として消費されるが、春までに一部が余って食べ残される。これが親植物から離れた地点で発芽して新世代の植物となる。また、ドングリは乾燥に弱く、単に林床に落ちただけでは乾燥によって速やかに発芽能力を失うことが多い。ネズミ等による貯食は、この乾燥から免れる効果もあるとされている。
イノシシ、シカ等の大型哺乳類の採餌により森林の下草、ササなどが取除かれ、蹄耕により土壌が露出すると、そこにはネズミ、リス等のげっ歯類、カケス類がドングリを埋められる条件が生まれてくる。ドングリを作るブナ科の植物はネズミ類、リス類が誕生する以前、約6,500万年前の白亜紀にはすでに出現していたことが明らかになっており、土壌の攪乱を当時の大型の草食恐竜が担い、当時の小型だった哺乳類の祖先がネズミやリスの代わりを担っていたと推定されている。

## 人間との関わり

### 食品
ブナの実などは生のまま食用とすることができる。またシイ類は生のまま食用とすることもできるが、炒めると香ばしくなる。スダジイ、ツブラジイなど一部の種では甘みがあって渋みがなく、渋抜きせずに生あるいは炒ってそのまま食べられる。
一方、ナラ類やカシ類はタンニンの含有量が多く生食には向かない。ただし、これらのドングリもあく抜きによって食用にすることができる。
縄文時代の遺跡の貯蔵遺構からはドングリが発見されており、渋抜きをして食用にしていたと考えられている。その後も飢饉や太平洋戦争直後の食糧難時代によく利用された。ドングリの渋抜きの方法としては、流水に数日さらす方法と、煮沸による方法がある。特に煮沸の場合、木灰汁を用いることがある。日本においては、前者は主に西日本から広がる照葉樹林帯の地域で、後者は東北地方や信州に広がる落葉広葉樹林帯で認められる。また、渋みの少ない種の場合は、から煎りでもあく抜きになる。
- 渋がほとんどないドングリ - スダジイ、ツブラジイ、クリ
- 渋が少ないドングリ - マテバシイ、イチイガシ、ブナ、イヌブナ、シリブカガシ
- 渋があるドングリ - コナラ、ミズナラ、クヌギ、アベマキ、カシワ、ナラガシワ、ウバメガシ
- 渋が多いドングリ - シラカシ、アラカシ、アカガシ、ツクバネガシ、ウラジロガシ、オキナワウラジロガシ、ハナガガシ

北海道のアイヌ民族はドングリを「ニセウ」と呼んでいた。秋にトゥンニ（ミズナラ）やコㇺニ（カシワ）の果実を拾い集め、何度もゆでこぼしてアクを抜いたものを、シト（団子）やラタㇱケㇷ゚（煮物）に加工して食べた。
北上山地の山村では、ナラ（ミズナラ）の果実を粉砕して皮を除き、湯、木灰汁などを用いて渋抜きした「シタミ粉」と呼ばれるものが作られていた。シタミ粉は通常湯で戻し、粥状にして食べた。熊本県では、カシ類（イチイガシ）の実から採取したデンプンで作る、「イチゴンニャク」や「カシノキドーフ」、あるいはシイの実を用いた「シイゴンニャク」といった葛餅状の食品が知られている。長野県木曽地方等では、地域興しの一環としてドングリコーヒーを提供しているほか、パンやクッキー等の材料としても用いられている。
高知県安芸市には後述するトトリムクとよく似た「カシ豆腐（かしきり）」が伝わる。
朝鮮では、ナラ類のドングリ（韓国語で「トトリ（도토리）」）から採取したデンプンを、「ムㇰ（묵）」と呼ばれる食べ物（トトリムㇰ）に加工する。元々は食料が不足していた時代や、飢饉の年に食べられた救荒食料だが、一部の地方で受け継がれ、最近では健康食品として見直されたことにより、大量生産されて市場に流通している。大衆食堂で副食として出されることが多いが、最近ではクッパのように飯と一緒にスープに入れた「トトリムㇰ・パㇷ゚（도토리묵 밥＝トトリムㇰ飯の意）」が一品料理にもなっている。また、以前は、皮をむいてから、水さらしと加熱によって渋抜きをしたドングリの果実を用い、米と炊いたドングリ飯、また粉を用いたドングリ餅、ドングリ粥、ドングリうどん、ドングリすいとんなども作られていたようである。

### 利用
玩具や工芸品の材料として用いられる。例えば、軸を付けてヤジロベエや独楽（コマ）などの玩具とする。
ドングリから採取されたシギゾウムシの仲間など昆虫類の幼虫は釣り餌に使われることもあった。

### 文化
- ことわざ・慣用句
  - どんぐりの背比べ - 抜きん出たものが存在しない集団をあざけって言うこと。似たり寄ったりで、大きな差がないこと。人のことをとやかく言う本人が、それと同じような状態にあること。
  - どんぐりまなこ - 大きな丸い目のこと。
- 随筆
  - 寺田寅彦『団栗』（1905年） - 『ホトトギス』に掲載された。
- 童話
  - 宮沢賢治『どんぐりと山猫』（短編集『注文の多い料理店』（1924年）所収）
- 童謡
  - 『どんぐりころころ』（作詞：青木存義、作曲：梁田貞）

### どんぐり銀行
「どんぐり銀行」と呼ばれる、子ども向けの地域活動がある。おおむね共通して、ドングリをお金に見たて、一定数たまると、たとえば苗木を送ってくれるというものである。遺伝子撹乱(遺伝子汚染)の恐れがあるため、収集するドングリは産地管理が求められている。

## 関連文献
- 北村四郎、村田源『原色日本植物図鑑 木本編2』保育社〈保育社の原色図鑑〉、1979年。OCLC 47396876。全国書誌番号:80002955。
- 茂木透写真「ブナ科」『樹に咲く花 離弁花1』高橋秀男・勝山輝男監修、山と溪谷社〈山溪ハンディ図鑑〉、2000年、208-281頁。ISBN 4-635-07003-4。
- 平野隆久写真、片桐啓子文『探して楽しむドングリと松ぼっくり』山と溪谷社〈森の休日〉、2001年、4-39頁。ISBN 4-635-06321-6。
- 伊藤ふくお『どんぐりの図鑑』北川尚史監修、トンボ出版、2001年。ISBN 4-88716-144-1。
- 徳永桂子『日本どんぐり大図鑑』北岡明彦監修・解説、偕成社、2004年。ISBN 4-03-971140-8。
- いわさゆうこ『どんぐりハンドブック』八田洋章監修、文一総合出版、2010年。ISBN 978-4-8299-1176-1。
- 木村一也（著）、石川県白山自然保護センター（編）「果実と鳥のいい関係」『はくさん : 石川県白山自然保護センター普及誌』第37巻第3号、石川県、1964年12月、9-11頁、NDLJP:8238074/1。